# Nikolay Mikhaylovich Zubarev
Nikolay Mikhaylovich Zubarev (tiếng Nga: Никола́й Миха́йлович Зу́барев; 10 tháng 1 năm 1894 – tháng 1 năm 1951) là một vận động viên cờ vua người Nga. Ông đã giành chức vô địch Moskva hai lần.

## Sự nghiệp cờ vua
Trong Chiến tranh thế giới thứ nhất, Zubarev đã giành chiến thắng trước Peter Yurdansky tại Moskva 1915, và đồng hạng 4-5 vào năm sau đó. Sau chiến tranh, ông đã giành chức vô địch Moskva vào năm 1927 và 1930. Ông cũng giành vị trí thứ 5 năm 1919-20 (Alexander Alekhine vô địch), giành vị trí thứ 3 năm 1920 (Josef Cukierman vô địch), đồng vị trí thứ 6 năm 1922-23 (Nikolai Grigoriev vô địch), đồng hạng 12-13 năm 1925 (Aleksandr Sergeyev vô địch), về nhì sau Abram Rabinovich năm 1926, đồng hạng 5-6 năm 1928 (Boris Verlinsky vô địch), đồng vị trí thứ 6 năm 1929 (Vasily Panov vô địch), tất cả đều trong Giải vô địch Moskva, và xếp hạng cuối tại Giải cờ vua Moskva 1925.
Ông đã tham gia nhiều lần trong Giải vô địch cờ vua Liên Xô;đồng hạng 11-12 tại Moskva 1920 (Alekhine vô địch), giành vị trí thứ 10 tại Petrograd 1923 (Peter Romanovsky vô địch), đồng hạng 11-13 tại Leningrad 1925 (Bogoljubov vô địch), hạng 4 tại Odessa 1929 (tứ kết), và hạng 18 tại Leningrad 1933 (Mikhail Botvinnik vô địch).
Zubarev được trao danh hiệu Trọng tài Quốc tế vào năm 1951.